# Jenerálka (zámek)
Jenerálka je zámek v Praze 6-Dejvicích mezi ulicemi U Vizerky a Nad Habrovkou. Až do 1. poloviny 20. století patřil do katastru obce Nebušice. Je chráněn jako kulturní památka České republiky.

## Historie
Od raného středověku kolem Jenerálky vedla důležitá komunikace směřující od Prahy dále na sever. Bývalý hospodářský dvůr se zahradou pochází zřejmě z konce 18. století. Díky neobarokní přestavbě získal objekt zámecký ráz. Název pochází od slova generál s ohledem na to, že v zámku ve 2. polovině 18. století údajně sídlila část rakouského generálního štábu.
V zámku bydlel malíř August Bedřich Piepenhagen, který zde roku 1868 zemřel. V roce 1922 koupila Jenerálku kancelář československých legií a Podpůrného fondu legionářského a z Jenerálky se tak stal domov legionářů-invalidů. Po atentátu na Reinharda Heydricha byla Jenerálka přeměněna na dětský domov s tvrdým režimem pro 46 dětí, jejichž rodiče byli popraveni nebo skončili v koncentračních táborech. 14. dubna 1944 byly tyto děti odvezeny do internačního tábora Svatobořice na jižní Moravě. Karl Hermann Frank na Jenerálce ke konci války shromáždil vězněné politiky, po kterých chtěl, aby se ujali správy země. Vězňové byli osvobozeni 7. května 1945 (mezi nimi mimo jiné i členové paraskupiny Chalk) během Pražského povstání.
V době socialismu zde sídlil výzkumný ústav vakuové techniky, který spolupracoval s národním podnikem Tesla. Zámek v té době chátral. Po roce 1989 objekt zakoupili baptisté, kteří zámecký areál obnovili a zřídili zde Mezinárodní baptistický teologický seminář.

## Galerie

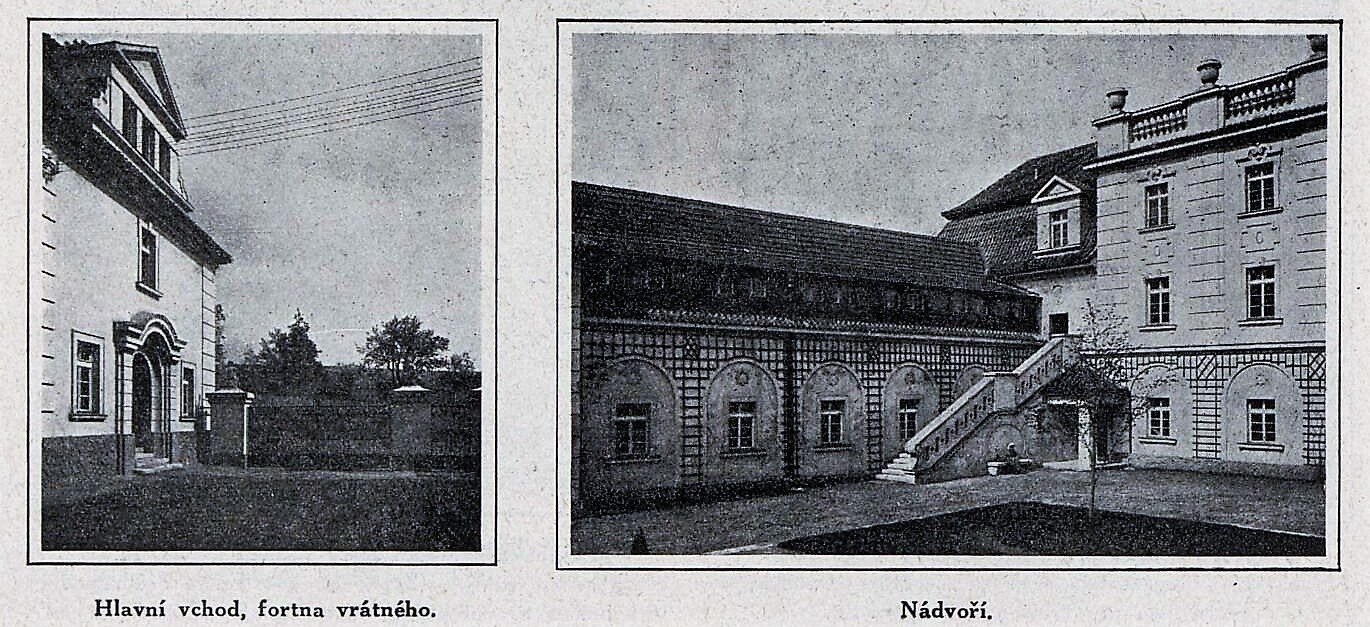
Domov legionářů-invalidů Jenerálka, 1925
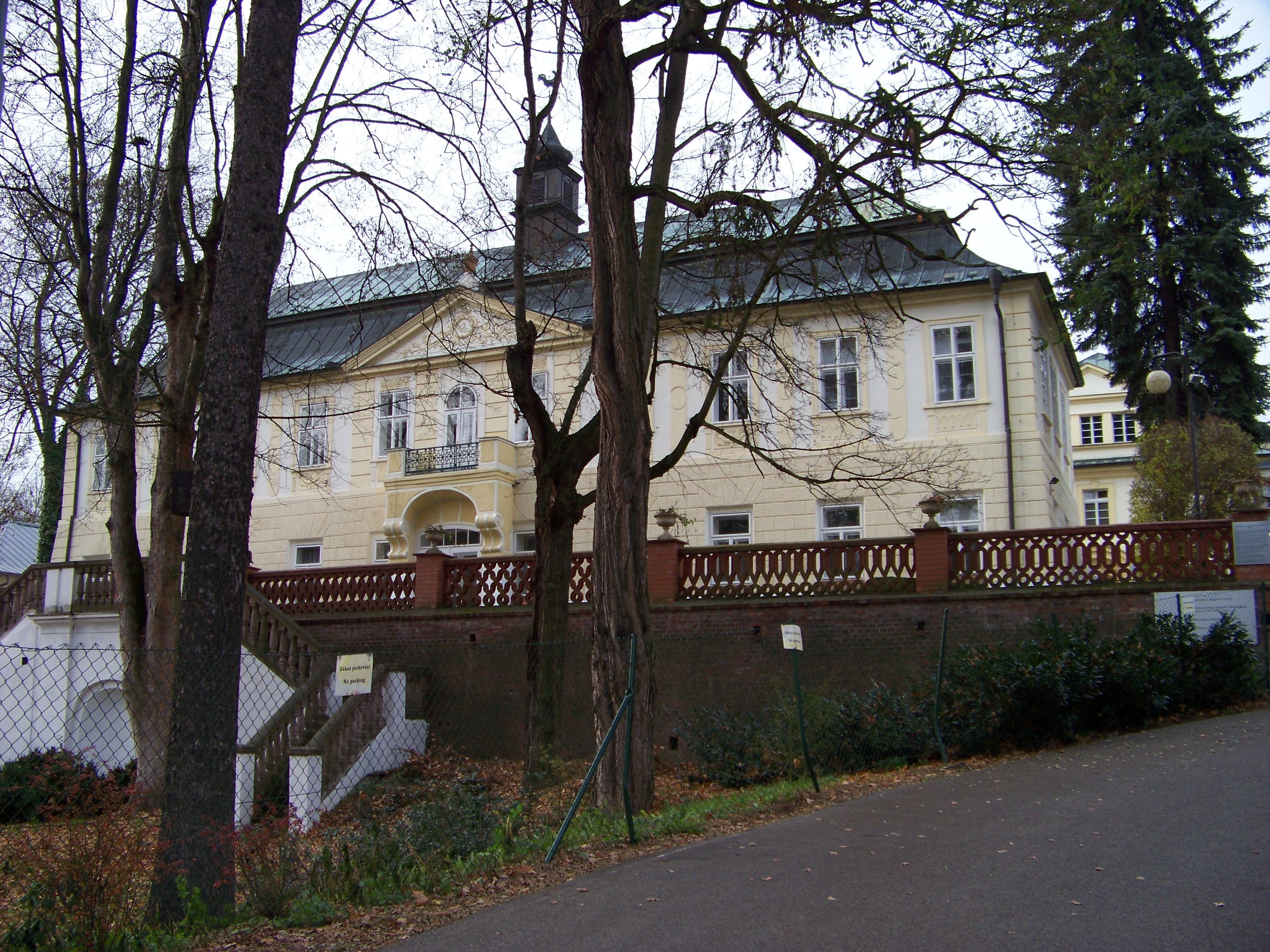
Zámek generálka, hlavní budova
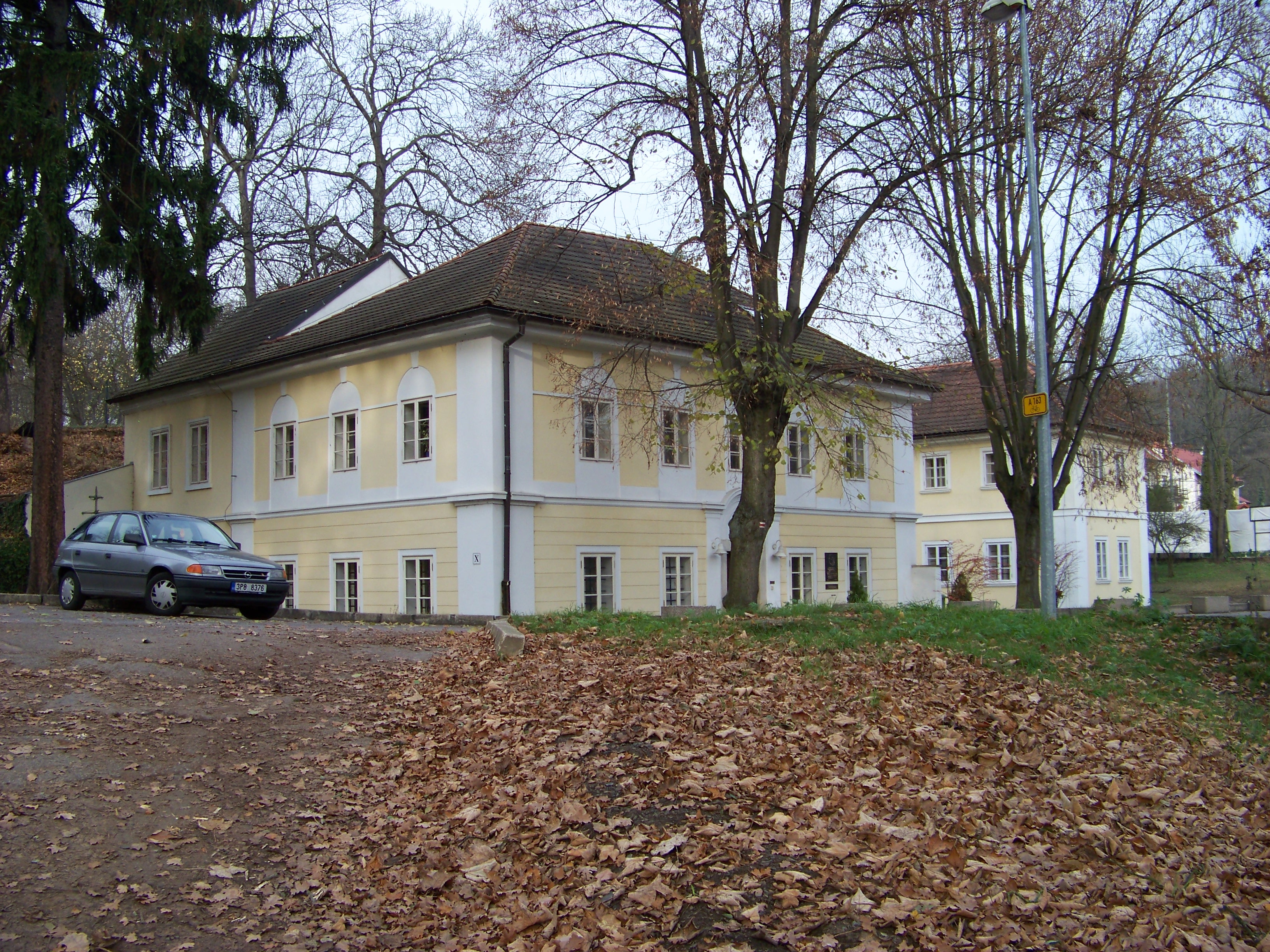
Zámek generálka, hostinec a kovárna (na budově vlevo viditelná pamětní deska)
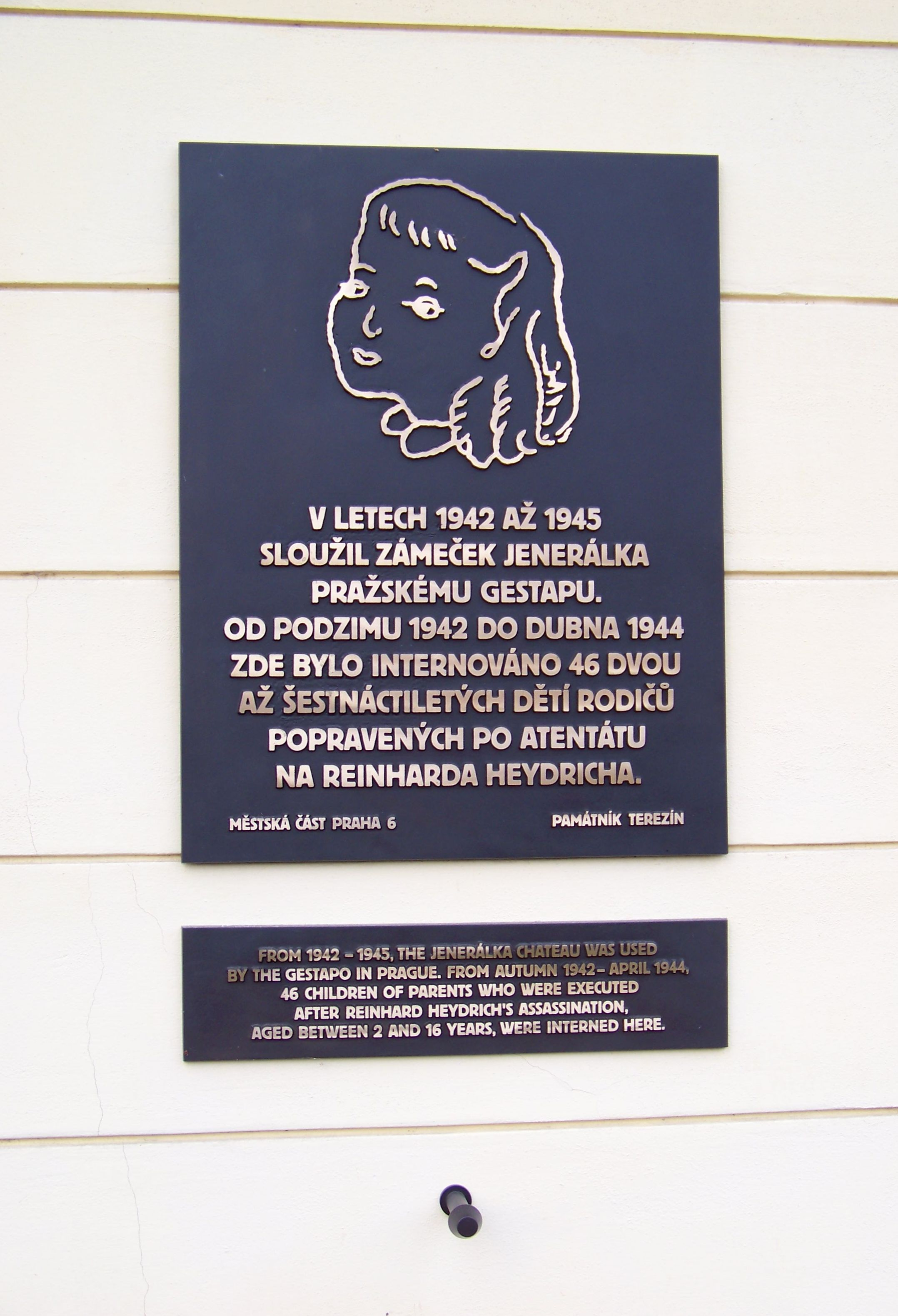
Pamětní deska dětem rodičů popravených po atentátu na R. Heydricha